# NGC 2087
NGC 2087 este o galaxie spirală situată în constelația Pictorul. A fost descoperită în 6 decembrie 1834 de către John Herschel.